# Vasily Nalímov
Vasili Vasílievich Nalímov (Васи́лий Васи́льевич Нали́мов; 4 de noviembre de 1910 – 19 de enero de 1997) fue un filósofo, humanista, visionario ruso y profesor en la Universidad Estatal de Moscú. Sus principales áreas de investigación fueron la filosofía de la probabilidad y sus manifestaciones biológicas, matemáticas y lingüísticas, así como la psicología transpersonal. También estudió los roles del gnostiscismo y misticismo en la ciencia. Angela Thompson resume a Nalímov como:  

[...] filósofo, educador, esposo devoto, matemático, disidente, escritor, y (aunque él puede negarlo) visionario.

Nalímov es reconocido como el fundador de la Cienciometría,  ya que él fue quien acuñó el término ruso "Naukometriya" en 1969, junto con Zinaída Mulchenko.
Nalímov era un compañero de trabajo del matemático Andréi Kolmogórov.

## Biografía
Su padre, Vasili Petróvich, fue un chamán, pero a pesar de ello buscó más educación convencional, y aunque el ruso no era su lengua madre viajó a Moscú, donde ganó un grado médico. Luego regresó a su aldea, donde combinó sus habilidades como curandero con la medicina moderna. Él trabajó como "Felddoktor", o doctor de campo, para seguir pagando sus estudios y convertirse en antropólogo y etnógrafo. Regresó a Moscú, y en sus últimos años de estudios conoció a la mujer que se transformaría en madre de Nalímov, Nadezhda Ivánovna, quien perteneció a los primeros grupos de mujeres que lograron graduarse como médicas en Rusia.
Nadezhda se convirtió en una de las primeras mujeres soviéticas en graduarse como cirujanas, y ocupó el grado de "Médica distinguida".
El joven Nalímov a menudo acompañaba a su madre al hospital y miraba su trabajo. Su madre murió  por una epidemia de tifus en 1918, cuando Nalímov tenía 9 años.
Nalímov fue arrestado por acciones "contrarrevolucionarias" a los 26 años y condenado a 5 años, de acuerdo con el Artículo 58. Sin embargo, su condena se alargó a 18 y fue liberado en 1954.
Sirvió en el ejército en el centro científico y técnico de la Fuerza Aérea Soviética. Después de la licenciarse del ejército, trabajó en el Instituto de Control y Medición de Dispositivos, donde aprobó la comisión de certificación, que le dio derecho a defender su tesis sin graduarse de la universidad.
En el otoño de 1959, se mudó al Instituto Estatal de Metales Raros (GIREDMET), donde creó un laboratorio de métodos matemáticos de investigación. Defendió su tesis para el grado de Doctor en Ciencias Técnicas (1964) "Aspectos metodológicos de la cibernética química".
De los años 1965 a 1975,  fue el primer subdirector del laboratorio de métodos de estadística en la Universidad Estatal de Moscú. En 1987 ganó la Medalla Derek de Solla Price.
Murió el 19 de enero de 1997, fue enterrado en el Cementerio Vagánkovskoie en Moscú.
Hablaba inglés, alemán, francés, polaco y árabe.

## Lista de obras
- Faces of science (1981)

- In the labyrinths of language (1981)

- Realms of the Unconscious: the enchanted frontier (1982)

- Space, time, and life : the probabilistic pathways of evolution (1985)

- The Application of Mathematical Statistics to Chemical Analysis (1963)

- Las matemáticas del inconsciente